# Kan'ichi Kurita
Kan'ichi Kurita, pseudonimo di Yoshiyuki Kurihara (Tokyo, 3 marzo 1958), è un attore, doppiatore, comico e imitatore giapponese.
È famoso soprattutto per essere la voce di Lupin III e ha cominciato ad interpretarlo in seguito alla morte di Yasuo Yamada, avvenuta nel 1995. Il primo prodotto in cui gli ha dato la voce è stato il film Lupin e le profezie di Nostradamus.

## Doppiaggio

### Animazione
- Lupin III in Lupin e le profezie di Nostradamus, Lupin III - Dead or Alive: Trappola mortale, negli OAV Lupin III - Il ritorno di Pycal, Lupin III - Verde contro Rosso - GREEN vs RED, negli special televisivi, Lupin III - All'inseguimento del tesoro di Harimao, Lupin III - Il segreto del Diamante Penombra, Lupin III - Walther P38, Lupin III - Tokyo Crisis: Memories of Blaze, Lupin III - L'amore da capo: Fujiko's Unlucky Days, Lupin III - 1$ Money Wars, Lupin III - Alcatraz Connection, Lupin III - Episodio: 0, Lupin III - Un diamante per sempre, Lupin III - Tutti i tesori del mondo, Lupin III - Le tattiche degli angeli, Lupin III - La lacrima della Dea, Lupin III - L'elusività della nebbia Lupin III - La lampada di Aladino, Lupin III - L'ultimo colpo, Lupin Terzo vs Detective Conan, Lupin III vs Detective Conan, Lupin III - Il sigillo di sangue, la sirena dell'eternità, Lupin III - La pagina segreta di Marco Polo, Lupin III - La principessa della brezza: La città nascosta nel cielo, Lupin III - La partita italiana, Lupin III - Addio, amico mio, Lupin III - Prison of the Past, Lupin the IIIrd - La lapide di Jigen Daisuke, Lupin the IIIrd - Ishikawa Goemon getto di sangue, Lupin III - La bugia di Fujiko Mine, Lupin III - The First, City Hunter The Movie: Angel Dust e nelle serie animate Lupin III - L'avventura italiana, Lupin III - Ritorno alle origini, Lupin the Third Part 6

### Live-action
- Jeffrey Donovan in Burn Notice - Duro a morire

## Imitazioni
- Aki Yashiro
- Eiko Segawa
- Hiromi Go
- Keisuke Kuwata
- Masakazu Tamura